# Hugh Quarshie
Hugh Anthony Quarshie (født 22. december 1954 i Accra, Ghana) er en britisk skuespiller som emigrerede med sin familie til Storbritannien da han var tre år gammel. Han blev uddannet ved Christ Church University of Oxford. Efter at han var færdig med uddannelsen begyndte Quarshie som journalist, men efter en stund startede han med skuespill i stedet. Han er medlem af Royal Shakespeare Company, og har spillet med i mange teateropsætninger og TV-programmer.
Quarshie er sandsynligvis mest kendt for at spille rollerne til Sunda Kastagir i tv-serien Highlander og som Kaptajn Panaka som er lederen af Royal Naboo Security Force i filmen Star Wars Episode I: Den usynlige fjende. 
I april 2007 spillede Quarshie rollen som Solomon i tv-serien Doctor Who i de todelte episoder «Daleks in Manhattan" og i "Evolution of the Daleks". Han har for tiden hovedrollen som Ric Griffin i sygehus-dramaserien Holby City. 